# Boris Zivkovic (Handballspieler)
Boris Zivkovic (* 2. Mai 1992 in Bregenz) ist ein österreichischer Handballspieler.

## Karriere
Zivkovic spielte bereits seit seiner Jugend für den Alpla HC Hard. Seit 2011 läuft er für die Vorarlberger in der Handball Liga Austria auf. Mit dem HC Hard konnte der Rückraumspieler seither 2011/12, 2012/13, 2013/14, 2014/15, 2016/17 und 2020/21 jeweils Österreichischer Meister werden sowie 2013/14 und 2017/18 den ÖHB-Cup gewinnen. 2016 unterzeichnete er einen Vertrag beim Schweizer Erstligisten BSV Bern, der Kontrakt wurde allerdings aufgrund einer schweren Knieverletzung aufgelöst. Ab der Saison 2021/22 lief Zivkovic für KS Azoty-Puławy auf. Im Februar 2024 verpflichtete ihn die SG Flensburg-Handewitt. Im Mai 2024 gewann er mit der SG die EHF European League. Für die Saison 2024/25 wurde er von Al-Qurain verpflichtet. Ab März 2025 lief Zivkovic  für Brest GK Meschkow auf. 2025/26 wurde er von C’ Chartres Métropole handball verpflichtet und nimmt damit erstmals an der Starligue teil.
Zivkovic wurde 82-Mal in den Kader des österreichischen Nationalteams einberufen. Bei der Handball-Europameisterschaft 2020 erzielte er im österreichischen Nationalteam mit einem 8. Schlussrang dessen bisher beste Platzierung bei Europameisterschaften. Bei der Weltmeisterschaft 2025 warf er sechs Tore in zwei Spielen und belegte mit der Auswahl den 17. Platz.

## HLA-Bilanz
| 2011/12   | Alpla HC Hard                                                   | HLA                                                             | 25                                                              | 0/0                                                             | 25                                                              |                                                                 |                                                                 |                                                                 |                                                                 |                                                                 |
| 2012/13   | Alpla HC Hard                                                   | HLA                                                             | 33                                                              | 0/0                                                             | 33                                                              |                                                                 |                                                                 |                                                                 |                                                                 |                                                                 |
| 2013/14   | Alpla HC Hard                                                   | HLA                                                             | 30                                                              | 0/0                                                             | 30                                                              |                                                                 |                                                                 |                                                                 |                                                                 |                                                                 |
| 2014/15   | Alpla HC Hard                                                   | HLA                                                             | 77                                                              | 0/0                                                             | 77                                                              |                                                                 |                                                                 |                                                                 |                                                                 |                                                                 |
| 2015/16   | Alpla HC Hard                                                   | HLA                                                             | 94                                                              | 0/0                                                             | 94                                                              |                                                                 |                                                                 |                                                                 |                                                                 |                                                                 |
| 2016/17   | Alpla HC Hard                                                   | HLA                                                             | 40                                                              | 2/2                                                             | 38                                                              |                                                                 |                                                                 |                                                                 |                                                                 |                                                                 |
| 2017/18   | Alpla HC Hard                                                   | HLA                                                             | 98                                                              | 0/0                                                             | 98                                                              |                                                                 |                                                                 |                                                                 |                                                                 |                                                                 |
| 2019/20   | Saison aufgrund der COVID-19-Pandemie in Österreich abgebrochen | Saison aufgrund der COVID-19-Pandemie in Österreich abgebrochen | Saison aufgrund der COVID-19-Pandemie in Österreich abgebrochen | Saison aufgrund der COVID-19-Pandemie in Österreich abgebrochen | Saison aufgrund der COVID-19-Pandemie in Österreich abgebrochen | Saison aufgrund der COVID-19-Pandemie in Österreich abgebrochen | Saison aufgrund der COVID-19-Pandemie in Österreich abgebrochen | Saison aufgrund der COVID-19-Pandemie in Österreich abgebrochen | Saison aufgrund der COVID-19-Pandemie in Österreich abgebrochen | Saison aufgrund der COVID-19-Pandemie in Österreich abgebrochen |
| 2020/21   | Alpla HC Hard                                                   | HLA                                                             | 130                                                             | 0/0                                                             | 13                                                              |                                                                 |                                                                 |                                                                 |                                                                 |                                                                 |
| 2011–2021 | gesamt                                                          | HLA                                                             | 527                                                             | 2/2 (100 %)                                                     | 525                                                             |                                                                 |                                                                 |                                                                 |                                                                 |                                                                 |

## Erfolge
- Alpla HC Hard
  - 6× Österreichischer Meister 2011/12, 2012/13, 2013/14, 2014/15, 2016/17, 2020/21
  - 2× Österreichischer Pokalsieger 2013/14, 2017/18
- SG Flensburg-Handewitt
  - 1× EHF European League 2023/24